# Кинкс
„Кинкс“ (на английски: The Kinks) е английска музикална група, оказала силно влияние върху развитието на рок музиката в средата на 60-те години. Основана е през 1963 г. в Лондон от Рей Дейвис, Дейв Дейвис, Пит Куайф и Мик Ейвъри и става известна на следващата година с третия си сингъл You Really Got Me. Групата става известна в средата на 60-те години, превръща се във важна част от Британската инвазия и е смятана за една от най-важните и влиятелни рок групи на времето си.
Музиката им е повлияна от голям спектър от жанрове, включващи ритъм енд блус, британски мюзик хол, фолк и кънтри. Рей Дейвис (вокали, ритъм китара) и Дейв Дейвис (китара, вокали) остават членове през всичките 32 години от съществуването на групата. Най-дълго на работа е Мик Ейвъри (барабани и перкусионни), заместен от Боб Хенрит (от „Арджент“) през 1984 г. Първият бас китарист Пит Куайф е заменен от Джон Далтън през 1969 г., а Далтън е сменен от Джим Родфорд през 1978 г. Ники Хопкинс (клавиши) съпровожда групата в студиото в голяма част от записите от средата до края на 60-те. През 1969 г., Джон Гослинг (клавиши) се включва в състава, което официално ги прави в петчленна група. Йън Гибънс го замества през 1979 г., свирейки с групата до нейното разпускане.
„Кинкс“ придобиват известност в родината си през 1964 г. със своя трети сингъл You Really Got Me, написан от Рей Дейвис. Той става международен хит, оглавява класациите в Обединеното кралство и стига Топ 10 в Съединените щати. От средата на 60-те до началото на 70-те издават поредица от сингли и дългосвирещи плочи, които са оценени добре от критиката, но нямат голям търговски успех. Създават си репутация с песни и концептуални албуми, които отразяват английската култура и начин на живот, нагорещени от наблюдателния авторски стил на Рей Дейвис. Албумите Face to Face, Something Else, The Kinks Are the Village Green Preservation Society, Arthur, Lola Versus Powerman and the Moneygoround и Muswell Hillbillies, както и съпровождащите ги сингли, са едни от най-бележитите свидетелства от периода.
„Кинкс“ издават и театрални концептуални албуми, които не срещат такъв успех, но групата отбелязва съживяване в края на 70-те и началото на 80-те с албумите Sleepwalker, Misfits, Low Budget, Give the People What They Want и State of Confusion. Освен това групи като „Ван Хален“, „Джем“, „Нек“ и „Притендърс“ правят кавъри на песните им. Така продажбите от каталога на „Кинкс“ се покачват. През 90-те бритпоп групи като „Блър“ и „Оейсис“ цитират „Кинкс“ като творчески модели. „Кинкс“ се разделят през 1996 г., в резултат на търговските неуспехи от последните им няколко албума, както и поради творчески проблеми между братята Дейвис.
„Кинкс“ издават 5 сингъла в Топ 10 на американския „Билборд Хот 100“. 9 от техните албуми се класират в Топ 40. В Обединеното кралство, групата има 17 сингъла в Топ 20, както и 5 албума в Топ 10. 4 от албумите им са сертифицирани със златен статут от Асоциацията на звукозаписната индустрия в Америка. Измежду техните отличия са награда „Айвър Новело“ за „изключителна служба на британската музика“. През 90-те четиримата първоначални членове на „Кинкс“ са почетени с място в Залата на славата на рокендрола, както и в Британската зала на славата през 2005 г.

## История

### Образуване
Братята Дейвис са родени в покрайнините на северен Лондон, на улица „Хънтингтън Роуд“, Източен Финчли, като са най-младите и единствени момчета в семейство от общо осем деца. Родителите им, Фредерик и Ани Дейвис, не след дълго се преместват в „Денмарк Терас“ № 6, във Фортис Грийн, което е съседен район на Мъсуел Хил. Вкъщи те са потопени в море от разнородни музикални стилове, от мюзикхола от поколението на родителите им до джаза и ранния рокендрол, който е предпочитан от сестрите им. Музикалните им спомени се въртят около целонощни партита, провеждани в първата стая на дома им, които оставят незаличима следа в съзнанието на братята. Томас Китс пише, че „влиянието на тези партита върху „Кинкс“... е забележително. Дали съзнателно или не, [на сцената] изглежда, че Рей се опитва да повтори съботните нощни партита от семейната къща – изпълнени с хаос, бира и припявания.“ Рей и брат му Дейв, който е три години по-млад, се научават да свирят на китара, и заедно се занимават със скифъл и рокендрол.
Двамата братя учат в местно училище, където създават групата „Рей Дейвис Куартет“ (наричана също „Пит Куайф Куартет“), заедно със съученика на Рей Пит Куайф и неговия приятел Джон Старт. Нейният дебют на училищни танци е успешен, което окуражава групата да свири в местни заведения. Те сменят поредица от водещи вокалисти, сред които е съученикът им Род Стюарт, който пее с групата поне веднъж в началото на 1962 година. След това той създава своя група, „Род Стюарт енд дъ Мунрейкърс“, която става местен конкурент на „Рей Дейвис Куартет“.